# Theo Peckham
Theo "Teddy" Peckham, född 10 november 1987, är en kanadensisk professionell ishockeyspelare som spelar för danska Rødovre Mighty Bulls i Superisligaen. Han har tidigare representerat Edmonton Oilers.
Peckham valdes av Edmonton Oilers som 75:e spelare totalt i 2006 års NHL-draft.

## Klubbar
- North York Rangers, 2003–2004
- Owen Sound Attack, 2004–2007
- Springfield Falcons, 2007–2010
- Edmonton Oilers, 2007–2013
- San Francisco Bulls, 2012 (Lockout)
- Oklahoma City Barons, 2012–2013
- Rockford IceHogs, 2013–2014
- Wichita Thunder, 2014
- HC ’05 Banská Bystrica, 2015
- Rødovre Mighty Bulls, 2015–